# Gryon neglectum
Gryon neglectum är en stekelart som beskrevs av G. Mineo 1979. Gryon neglectum ingår i släktet Gryon och familjen Scelionidae. Inga underarter finns listade i Catalogue of Life.